# Campionati europei di atletica leggera indoor 2015 - 60 metri piani maschili
La specialità dei 60 metri piani maschili ai campionati europei di atletica leggera indoor di Praga 2015 si è svolta alla O2 Arena di Praga, nella Repubblica Ceca, il 7 (batterie) e l'8 marzo (semifinali e finale).

## Risultati

### Batterie
I primi quattro atleti classificati in ogni gruppo (Q) e quelli che hanno ottenuto i successivi quattro migliori tempi (q) si sono qualificati in semifinale.
| Pos | Batt. | Atleta                | Nazione       | Tempo | Note                                     |
| --- | ----- | --------------------- | ------------- | ----- | ---------------------------------------- |
| 1   | 2     | Richard Kilty         | Gran Bretagna | 6"57  | Q                                        |
| 1   | 4     | Chijindu Ujah         | Gran Bretagna | 6"57  | Q                                        |
| 3   | 1     | Lucas Jakubczyk       | Germania      | 6"62  | Q                                        |
| 3   | 5     | Julian Reus           | Germania      | 6"62  | Q                                        |
| 5   | 1     | Emmanuel Biron        | Francia       | 6"63  | Q                                        |
| 5   | 5     | Michael Tumi          | Italia        | 6"63  | Q                                        |
| 7   | 2     | Brian Mariano         | Paesi Bassi   | 6"64  | Q =                                      |
| 7   | 3     | Pascal Mancini        | Svizzera      | 6"64  | Q                                        |
| 9   | 1     | Cătălin Cîmpeanu      | Romania       | 6"65  | Q                                        |
| 9   | 2     | Ángel David Rodríguez | Spagna        | 6"65  | Q                                        |
| 9   | 3     | Christian Blum        | Germania      | 6"65  | Q                                        |
| 9   | 4     | Denis Dimitrov        | Bulgaria      | 6"65  | Q                                        |
| 13  | 3     | Remigiusz Olszewski   | Polonia       | 6"66  | Q                                        |
| 14  | 5     | Sean Safo-Antwi       | Gran Bretagna | 6"67  | Q                                        |
| 15  | 5     | Odain Rose            | Svezia        | 6"67  | Q                                        |
| 16  | 2     | Zvonimir Ivašković    | Croazia       | 6"68  | Q                                        |
| 16  | 4     | Kamil Kryński         | Polonia       | 6"68  | Q                                        |
| 18  | 1     | Yazaldes Nascimento   | Portogallo    | 6"68  | Q                                        |
| 18  | 1     | Fabio Cerutti         | Italia        | 6"69  | q                                        |
| 18  | 2     | Erik Hagberg          | Svezia        | 6"69  | q                                        |
| 18  | 4     | Delmas Obou           | Italia        | 6"69  | Q                                        |
| 18  | 5     | Morten Madsen         | Danimarca     | 6"69  | q                                        |
| 23  | 3     | Jan Veleba            | Rep. Ceca     | 6"71  | Q                                        |
| 24  | 3     | Ville Myllymäki       | Finlandia     | 6"72  | q                                        |
| 25  | 1     | János Sipos           | Ungheria      | 6"73  |                                          |
| 26  | 4     | Zdeněk Stromšík       | Rep. Ceca     | 6"74  |                                          |
| 27  | 3     | Jakub Matúš           | Slovacchia    | 6"75  | Miglior prestazione personale            |
| 28  | 5     | Marek Bakalář         | Rep. Ceca     | 6"79  |                                          |
| 28  | 2     | Markus Fuchs          | Austria       | 6"85  |                                          |
| 30  | 4     | Ján Volko             | Slovacchia    | 6"86  |                                          |
| 31  | 4     | Luka Rakić            | Montenegro    | 6"87  |                                          |
| 32  | 3     | Richard Pulst         | Estonia       | 6"88  |                                          |
| 33  | 1     | Riste Pandev          | Macedonia     | 6"91  | Miglior prestazione personale stagionale |
| 33  | 2     | Tomáš Benko           | Slovacchia    | 6"91  |                                          |
| 35  | 5     | Rachid Chouhal        | Malta         | 7"06  |                                          |
| 36  | 5     | Sean Penalver         | Gibilterra    | 7"75  |                                          |
| -   | 1     | Efthímios Steryioúlis | Grecia        | dq    | R162.7                                   |

### Semifinali
| Pos | Batt. | Nome                  | Nazione       | Tempo | Note                                     |
| --- | ----- | --------------------- | ------------- | ----- | ---------------------------------------- |
| 1   | 3     | Richard Kilty         | Gran Bretagna | 6"53  | Q                                        |
| 2   | 2     | Chijindu Ujah         | Gran Bretagna | 6"57  | Q                                        |
| 3   | 1     | Lucas Jakubczyk       | Germania      | 6"59  | Q                                        |
| 4   | 2     | Pascal Mancini        | Svizzera      | 6"60  | Q =                                      |
| 5   | 2     | Christian Blum        | Germania      | 6"60  | q                                        |
| 6   | 1     | Emmanuel Biron        | Francia       | 6"61  | Q                                        |
| 7   | 3     | Michael Tumi          | Italia        | 6"62  | Q                                        |
| 8   | 3     | Julian Reus           | Germania      | 6"62  | q                                        |
| 9   | 1     | Sean Safo-Antwi       | Gran Bretagna | 6"63  |                                          |
| 10  | 1     | Brian Mariano         | Paesi Bassi   | 6"64  | =                                        |
| 11  | 1     | Denis Dimitrov        | Bulgaria      | 6"66  |                                          |
| 11  | 3     | Remigiusz Olszewski   | Polonia       | 6"66  |                                          |
| 13  | 1     | Fabio Cerutti         | Italia        | 6"67  | Miglior prestazione personale stagionale |
| 14  | 3     | Yazaldes Nascimento   | Portogallo    | 6"67  | Miglior prestazione personale            |
| 15  | 2     | Delmas Obou           | Italia        | 6"68  |                                          |
| 16  | 2     | Kamil Kryński         | Polonia       | 6"69  |                                          |
| 17  | 2     | Zvonimir Ivašković    | Croazia       | 6"71  |                                          |
| 18  | 2     | Erik Hagberg          | Svezia        | 6"72  |                                          |
| 19  | 2     | Cătălin Cîmpeanu      | Romania       | 6"73  |                                          |
| 20  | 1     | Odain Rose            | Svezia        | 6"74  |                                          |
| 20  | 3     | Jan Veleba            | Rep. Ceca     | 6"74  |                                          |
| 22  | 3     | Ville Myllymäki       | Finlandia     | 6"81  |                                          |
| 23  | 3     | Ángel David Rodríguez | Spagna        | 6"91  |                                          |
| 24  | 1     | Morten Madsen         | Danimarca     | 9"47  |                                          |

### Finale
| Pos | Corsia | Nome            | Nazione       | Tempo | Note                                     |
| --- | ------ | --------------- | ------------- | ----- | ---------------------------------------- |
| 1   | 3      | Richard Kilty   | Gran Bretagna | 6"51  | Miglior prestazione personale stagionale |
| 2   | 1      | Christian Blum  | Germania      | 6"58  |                                          |
| 3   | 2      | Julian Reus     | Germania      | 6"60  | =                                        |
| 4   | 8      | Michael Tumi    | Italia        | 6"61  | Miglior prestazione personale stagionale |
| 5   | 4      | Pascal Mancini  | Svizzera      | 6"62  |                                          |
| 6   | 6      | Lucas Jakubczyk | Germania      | 6"62  |                                          |
| 7   | 7      | Emmanuel Biron  | Francia       | 6"72  |                                          |
| -   | 5      | Chijindu Ujah   | Gran Bretagna | dq    | R162.7                                   |